# Síndrome de Heyde
El síndrome de Heyde es la asociación de estenosis aórtica y hemorragia digestiva por angiodisplasia intestinal. Es, por tanto, un concepto clínico que designa a la asociación entre dos entidades patológicas diferentes: el sangrado, por un lado, y la cardiopatía valvular aórtica de fondo, en el otro.

## Historia
La enfermedad recibe el nombre del doctor Edward C. Heyde. Este médico internista de Vancouver, Washington (USA), fue el primero en describir la asociación entre el sangrado intestinal y la estenosis aórtica severa, publicando en 1958 un artículo en el New England Journal of Medicine de revisión de 10 casos de estenosis aórtica calcificada que sufrían una anemia ferropénica secundaria a un sangrado gastrointestinal profuso.

## Epidemiología
La prevalencia del síndrome de Heyde en pacientes con estenosis aórtica es desconocida, si bien estudios retrospectivos señalaron un mayor porcentaje de sangrados intestinales idiopáticos en este grupo de enfermos (2,6%) frente al 0,025% del grupo control.

## Etiopatogenia
Varias teorías han intentado explicar la aparición de este fenómeno, algunas de ellas basándose sobre todo en que gran parte de los pacientes con síndrome de Heyde presentaban una angiodisplasia intestinal. Estos dos hechos (la angiodisplasia y la estenosis aórtica) son procesos patológicos típicos del paciente anciano y debidos al envejecimiento, por lo que pudieran no tener una relación causal y ser simplemente dos sucesos que a veces coinciden. No obstante, se han propuesto diversas explicaciones etiológicas respecto a la aparición de angiodisplasias (malformaciones vasculares con dilatación de los vasos) en pacientes con estenosis aórtica:
- Que la hipoxia crónica que genera esta valvulopatía provoque un mayor tono simpático en los vasos intestinales y estos se dilaten hasta que se convierta en un proceso crónico (ectasia vascular) con pérdida de los esfínteres precapilares y aparición de MAV (malformaciones arterio-venosas).
- Que se desprendan de la válvula degenerada émbolos de colesterol y lleguen hasta la mucosa colónica generando de este modo la hipoxia que luego motivará el resto de acontecimientos patológicos.

En 1968 se descubrió que la estenosis aórtica podía generar una forma adquirida de la enfermedad de Von Willebrand, llevando al enfermo al padecimiento de un trastorno de la coagulación sanguínea con predisposición al sangrado. El fundamento patogénico de este proceso es el siguiente. El factor de von Willebrand es una proteína que interviene en la agregación plaquetaria y en el desarrollo de los fenómenos de coagulación, siendo necesaria su integridad estructural y su correcta síntesis para evitar la aparición de sangrados espontáneos o incoercibles. Su deficiencia se clasifica en cuatro tipos que se denominan en conjunto "enfermedad de von Willebrand": tipo 1 (deficiencia cuantitativa parcial, niveles bajos), tipo 2 (deficiencia cualitativa, la proteína es afuncional aunque sus niveles sean normales), tipo 3 (ausencia de factor) y tipo 4 (plaquetario).
El factor de von Willebrand es una proteína frágil que circula por la sangre y que puede fragmentarse en determinadas circunstancias de estrés mecánico, como sucede cuando atraviesa la válvula aórtica degenerativa. El flujo sanguíneo turbulento generado en la sístole provoca la ruptura de las proteínas de von Willebrand convirtiéndolas en oligómeros poco funcionales o incluso afuncionales, por lo que se establece una enfermedad de von Willebrand adquirida de tipo 2A. Esta degradación de factores e instauración de coagulopatía tiene lugar a partir de los 50 mmHg de gradiente valvular aórtico, por lo que se explica de este modo que el sangrado aparezca sólo en las formas graves de estenosis aórtica.

## Diagnóstico
El diagnóstico en pacientes con estenosis aórtica conocida debe sospecharse con el hallazgo de una anemia ferropénica, aunque el síndrome de Heyde ha de considerarse sólo tras descartar otras patologías (neoplasia digestiva, celiaquía, otros sangrados o déficit nutricional de hierro). Si se han descartado estas posibilidades o se encuentra que el sangrado procede de una angiodisplasia observada mediante colonoscopia u otro método, el síndrome de Heyde se perfila como un diagnóstico probable.
Respecto a las pruebas complementarias cabe destacar aquellas empleadas para la detección de la enfermedad de vW. De modo característico, esta modalidad de enfermedad de von Willebrand cursa con pruebas rutinarias normales, porque el nivel circulante del factor es normal, ya que la deficiencia recae en su afuncionalidad estructural. La electroforesis del factor en gel de agarosa demostrará la ausencia de multímeros proteicos, es decir, sólo habrá fragmentos pequeños del factor. Este método es el más sensible para la detección de la enfermedad, aunque existen otros alternativos.

## Diagnóstico diferencial
- Neoplasias del tracto gastrointestinal: todo sangrado digestivo debe ser subsidiario de una investigación con el fin de descartar cáncer.
- Ulcus gastroduodenal: otra causa de sangrado digestivo común.
- Otros sangrados.
- Coagulopatías adquiridas de otra índole.
- Ferropenia por déficit de hierro en la alimentación.
- Enfermedad celiaca (cursa con déficit de hierro, anemia y manifestaciones digestivas).

## Tratamiento
El tratamiento del sangrado agudo se fundamenta en la transfusión sanguínea y la resección intestinal de emergencia. La resección del tramo intestinal afectado no aporta beneficios a largo plazo, ya que generalmente estos pacientes sangran por otro sector tras la intervención. El sangrado cesa en casi la totalidad de pacientes en los que se trata la valvulopatía con una prótesis valvular aórtica (93%), con lo que se obtiene un nuevo dato de que la relación entre el sangrado intestinal y la estenosis aórtica es causal. Los concentrados de factores y la desmopresina son el tratamiento válido en la enfermedad de von Willebrand, sin embargo en el tipo 2A no reporta tantos beneficios.
El tratamiento conservador de estos pacientes, cuando rechazan o no es posible realizar la intervención se basa en la administración de suplementos de hierro y transfusiones repetidas, así como la coagulación con láser de la malformación vascular en casos resistentes. Fármacos utilizados en la reducción del sangrado angiodisplásico sin un mecanismo de acción claro son los combinados de estrógenos y progesterona, aunque el octreótido, al igual que se utiliza en las varices esofágicas, es una opción a considerar.
En estos pacientes es necesario evitar la medicación anticoagulante y antiagregante, salvo que sean estrictamente necesarios.